# Carl Værnet
Carl Værnet   (Løjenkær, 28 d'abril de 1893 - Buenos Aires, 25 de novembre de 1965) va ser un metge danès al camp de concentració de Buchenwald. Va experimentar àmpliament amb hormones i altres experiments per «tractar» l'homosexualitat mitjançant la injecció d'hormones sintètiques als testicles d'homes sense el seu consentiment. La seva investigació estava sota l'autoritat del cap de la Gestapo, Heinrich Himmler.

## Carrera civil
Carl Peter Værnet va néixer amb el nom de Carl Peder Jensen, en una família danesa rica de comerciants de cavalls. A l'agost de 1920 es va casar amb Edith Frida Hamershoj, amb la qual va tenir tres fills, el primer d'ells, Kjeld Værnet, al novembre del mateix any. Al desembre de 1921 va canviaf el seu cognom Jensen, molt comú a Dinamarca, pel de Værnet. El 1923 Vaernet es va graduar en medicina juntament amb Fritz Clausen, més tard un cap del Partit Nacional Socialista dels Treballadors de Dinamarca.
Després de llicenciar-se, Værnet va abandonar la seva família i es va traslladar a Alemanya, on es casa amb Gurli Marie (1902-1955), de la qual té tres fills més. En aquesta època s'especialitza en endocrinologia i coneix Knud Sand, un defensor de la castració dels homosexuals a Dinamarca, abans que l'Estat danès el legalitzés el 1930. El 1932 Værnet va iniciar els seus experiments endocrinològics utilitzant gats; el seu col·lega i rival Sand, alhora, fa experiments paral·lels amb gallines, partint del pressupost que l'homosexualitat podia ser «curada» amb el trasplantament de testicles sans a subjectes «malalts».
Entre 1932 i 1934, Værnet després d'haver treballat en dos hospitals de Copenhaguen, torna a Alemanya i parteix després a París per seguir els seus estudis i especialitzar-se en el tractament amb ultrasons. El 1939, torna a Dinamarca i reprèn els experiments i estudis amb testosterona; el 1941 un diari danès afirma que «les gallines utilitzades en els experiments canten com a galls».
En els anys immediatament precedents a la Segona Guerra Mundial la fama de Værnet arriba al seu màxim, convertint-ho en un dels metges més importants del país. Després de l'esclat de la Guerra, la seva popularitat va decaure dràsticament a causa de les seves bones relacions amb el simpatitzant nazi Fritz Clausen i amb el Reichsbevollmaechtige (plenipotenciari del Reich) Werner Best, que va recomanar Vaernet a les autoritats nazis del propi país. El germà bessó de Carl, Aage Vaernet, va entrar a formar part del Partit Nacional Socialista dels Treballadors de Dinamarca (DNSAP).
Per tal d'aprofundir en la seva investigació hormonal, el tenor d'òpera Helge Rosvaenge li va presentar al principal SS-Reichsarzt (metge de les SS) Ernst-Robert Grawitz. Després va ser presentat a Heinrich Himmler i se li va donar una plaça mèdica a Praga a principis de 1944.

## Experiments al camp de concentració de Buchenwald
Al desembre de 1943, Værnet és promogut a SS-Sturmbannführer (major) i és transferit a Praga el 26 de febrer de 1944, assentant-se amb la seva família en un luxós palau pertanyent anteriorment a una família jueva.
Entre el juny i el desembre del 1944, Værnet va realitzar diverses visites a Buchenwald per seleccionar i efectuar els seus experiments amb interns homosexuals. Col·laboradors de Værnet van ser el comandant mèdic del camp de Buchenwald SS-Hauptsturmführer (capità) Gerhard Schiedlausky (penjat el 1947) i el metge Erwin Ding-Schuler (es va suïcidar el 1945, després de ser capturat), que en l'extens període en què va realitzar els seus «experiments» sobre el tifus va provocar la mort de 200 presos.
En un memoràndum del 29 de juliol de 1944, Schiedlausky informa d'una visita realitzada per Værnet al camp (el 26 de juliol de mateix any) durant la qual:
| «                            | Durant la nostra primera conversa hem arribat a un acord [amb Værnet] pel qual cinc homosexuals «autèntics» seran retinguts adequadament per verificar-ne les hipòtesis. Abans que la intervenció quirúrgica sigui realitzada, seran examinats els nivells d'hormones en mostres d'orina […] Si els resultats són satisfactoris, seran realitzades les intervencions quirúrgiques. | » |
| — Memoràndum de Schiedlausky | |   |

Els experiments (els quals estaven previstos per a agost de 1944) van ser endarrerits algunes setmanes a causa d'un bombardeig aeri que va afectar l'àrea del camp. Una primera sèrie va ser efectuada el 13 de setembre de 1944. La revista Studenternes efterretningstjeneste (El servei d'intel·ligència dels estudiants) informa que un total de 30 a 40 interns es van veure afectats per la «investigació»: no tots eren homosexuals, també es van veure afectats alguns criminals heterosexuals o bisexuals. Hi ha indicis segurs de 17 intervencions que van consistir en implantar sota la pell una glàndula artificial especial patentada per Værnet, amb diferents dosis de testosterona.
Una llarga carta enviada el 30 d'octubre del 1944 per Værnet al comandant del servei mèdic de les SS Grawitz comenta, entre altres coses:
| « | […] Les operacions a Weimar-Buchenwald han estar efectuades el 13 de setembre de 1944 a cinc presoners homosexuals. D'aquests, dos han estat castrats, un d'esterilitzat i dos de «tractats». A tots els ha estat implantada la «glàndula sexual especial» masculina. [...] | » |

La setmana precedent, referint-se al presoner Bernhard Steinhoff (número d'intern 21.686), un teòleg homosexual de 55 anys, Værnet va escriure:
| « | La ferida causada per l'operació està guarida i no hi ha hagut reacció a la glàndula implantada. La persona se sent bé i té somnis sobre dones [...] | » |

D'aquest primer grup, dos interns van morir de complicacions postoperatòries. Gairebé tots, almenys 13 i potser 15, van morir les setmanes següents a la intervenció.
El 8 de desembre de 1944 van seguir altres experiments sobre 13 presos més; als documents apareix el nom de 7 d'ells: Reinhold, Schmith, Ledetzky, Boeck, Henze (mort), Köster i Parth. Aquest cop, molts moririen successivament de complicacions postoperatòries.
Carl Værnet, al seu informe final a Himmler del 10 de febrer de 1945 relatiu a les seves teories hormonals, no fa la mínima menció als seus experiments a Buchenwald. Aquest particular suggereix que els experiments van ser considerats un fracàs o almenys no prou creïbles per ser informades.
La seva investigació no va resultar concloent i ràpidament va perdre el favor dels seus patrocinadors.

## Vida com a fugitiu
Al març de 1945, Vaernet torna a Dinamarca. El 5 de maig de 1945, després de l'alliberament del país per les forces aliades, és internat al camp de presoners d'Alsgade Skole a Copenhaguen. Diversos presos danesos, expresoners de Buchenwald, el reconeixen i el cap de la missió militar britànica al camp d'Alsgade Skole, el major Hemingway, va afirmar que «sens dubte [Værnet] serà jutjat com a criminal de guerra».
Tot i això, durant la seva presó, Værnet aconsegueix interessar les autoritats daneses i britàniques per les seves teories hormonals per a la «cura» de l'homosexualitat. Sembla que durant aquesta època, malgrat estar pres, entra en contacte amb la companyia farmacèutica anglo-estatunidenca Parke, Davis & Comp. Ltd., London & Detroit i amb el colós químic estatunidenc DuPont, interessada en l'adquisició de la seva patent.
Al novembre de 1945 és alliberat del camp de presoners a causa d'una presumpta mala salut i obté de les autoritats daneses un salconduit per anar a curar-se a Suècia, des d'on fuig cap a l'Argentina. El 19 de novembre de 1947 el diari danès Berlingske Tidende reprodueix una carta enviada per un emigrant danès que afirma que Værnet treballava a Buenos Aires al Ministeri de Salut.
En els anys successius, Carl Værnet (que havia canviat el seu nom a Carlos) va obrir a Buenos Aires, al Carrer Uriarte 2251, una consulta mèdica. El neurocirurgià Kjeld Værnet, fill de Carl, va col·laborar a la dècada del 1950 amb Walter Freeman en una sèrie de «cures hormonals» per a la «cura de l'homosexualitat» (amb uns 4.000 pacients tractats) i seguidament va estudiar la possibilitat de lobotomització dels homosexuals.
Værnet va morir sense rebre un càstig el 25 de novembre del 1965 a causa d'una malaltia febril desconeguda, malgrat que les autoritats daneses fossin conscients tant dels seus experiments criminals com de la seva residència argentina. Les increïbles coincidències que van permetre a Værnet escapar de la justícia han produït una forta batalla del moviment gai danès. Malgrat els intents d'esbrinar la veritat sobre la complicitat, no s'ha aconseguit res.